# Туркменабад
Туркменабад (туркменски: Türkmenabat, по-рано известен като Чарджоу) е град в Туркменистан, административен център на велаята Лебап. В Древността градът се нарича Амул, а от XV век носи името Чарджуй. Към 1999 година е имал население от приблизително 203 000 жители.

## Местоположение
Туркменабат се намира на 39,1014 северна ширина и 60,5750 източна дължина, на 187 м надморска височина. Разположен е на бреговете на река Амударя близо до границата с Узбекистан.

## История
Въпреки че сега е модерен индустриален град, Туркменабад има история от повече от 2000 години. Вероятно това е градът, който ибн Фадлан нарича „Кушмахан, който е част от пустинята Амул“ и посещава по време на описаното от него пътешествие до Волжка България през 921 г.
Съвременният град е бил основан през 1886 година по време на изграждането на Транскаспийската железопътна линия. Ролята му на железопътна гара и високата плодородност на района около Амударя са го направили главният център за селскостопанска продукция в най-северната част на страната. Градът има хранително-вкусова и текстилна (памук и коприна) промишленост.

## Транспорт
Градът е свързан с туркменската столицата Ашхабад, чрез Туркменистанските авиолинии и железопътните линии до Нукус, Ургенч, Бухара и Ташкент.

## Забележителности
На 70 км южно от Туркменабад се намира резервата „Пустиня Репетек“, известен със своите земзен, или „пустинни крокодили“.